# 1869
1869 (MDCCCLXIX) fue un año común comenzado en viernes según el calendario gregoriano.

## Acontecimientos

### Enero
- 1 de enero: en Asunción, capital de la República del Paraguay 30 000 soldados brasileños, al mando del Duque de Caxias, bombardean, desembarcan y saquean la ciudad y las grandes casas palaciegas, los consulados, las iglesias y el cementerio de la Recoleta.
- 10 de enero: en la India se registra un terremoto de 7,4 que deja 2 fallecidos y graves daños.
- 15 de enero: En España se celebran las primeras elecciones con sufragio universal masculino, para la elección a Cortes Constituyentes.
- 16 de enero: en México, se instituye el Estado Libre y Soberano de Hidalgo

### Febrero
- 11 de febrero: en España se abren las Cortes Constituyentes después del derrocamiento de Isabel II.
- 20 de febrero, el futuro rey Luis III de Baviera contrae matrimonio (en Viena, Austria), con María Teresa de Austria-Este.
- 25 de febrero: en España Francisco Serrano Domínguez es nombrado presidente del gobierno.

### Marzo
- 4 de marzo: en los Estados Unidos, el republicano Ulysses S. Grant toma posesión como presidente de Estados Unidos.

### Abril
- 6 de abril: en los Estados Unidos se patenta el celuloide.
- 14 de abril: en la Asamblea de Guáimaro (Cuba), la legendaria guerrillera mambisa Ana Betancourt (1832-1901) realiza un vibrante discurso.
- 17 de abril: en México, el presidente Benito Juárez crea el Estado de Morelos.

### Mayo
- 10 de mayo: termina la construcción de la primera línea férrea que cruza los Estados Unidos de costa a costa.

### Junio
- 5 de junio: Un terremoto de 6,0 sacude la ciudad de Christchurch en Nueva Zelanda.
- 6 de junio: en España, la Constitución de 1869 permite el sufragio a varones mayores de 25 años (las mujeres y todos los menores de 25 años tienen prohibido votar).

### Agosto
- 16 de agosto: en Eusebio Ayala (Paraguay) ―en el marco de la guerra de la Triple Alianza (1864-1870)―, los brasileños degüellan a 3500 niños soldados de 9 a 15 años en la masacre de Acosta Ñu. En este día se celebra en ese país el Día del Niño.

### Septiembre
- 15 de septiembre: en la provincia de Santa Fe (Argentina) se funda la villa de Santa María Norte.

### Octubre
- 16 de octubre: en Cardiff (Estados Unidos), el tabaquista George Hull «descubre» el Gigante de Cardiff, uno de los más famosos bulos de Estados Unidos.
- 14 de octubre: Hallazgo de una cultura en la selva tropical (Antonio De Castilla)

### Noviembre
- 6 de noviembre: Estados Unidos: en Nueva Brunswick, Nueva Jersey se juega el primer partido oficial de fútbol estadounidense intercolegial.
- 17 de noviembre: Egipto: inauguración del Canal de Suez de 163 km de longitud.
- 30 de noviembre: Se Inaugura la Estación del Ferrocarril Central Argentino (luego línea Mitre, actualmente NCA y Ferrocentral) en la Posta de Laguna Larga, Córdoba, Argentina. Hecho que posteriormente se designó como fecha de fundación de la localidad de Laguna Larga.

### Diciembre
- 8 de diciembre: Apertura del Concilio Vaticano I.
- 15 de diciembre: Julián Escalante y Moreno toma posesión como Gobernador de Sonora.

## Arte y literatura
- Charles Baudelaire: El Spleen de París.
- Gustave Flaubert: La educación sentimental.
- Sully Prudhomme: Las soledades.
- Manet: Desayuno.
- Saint-Saëns: Concierto en Mi bemol mayor.
- Tolstói: Guerra y paz.
- Julio Verne: 20.000 leguas de viaje submarino.
- Ignacio Manuel Altamirano: El Zarco.

## Ciencia y tecnología
- Se publica Principios de la química de Dmitri Mendeléyev. En él se presenta la tabla periódica de los elementos.
- Alfred Brehm: "Vida animal".
- Eduard von Hartmann: "Filosofía del inconsciente".
- Friedrich Miescher descubre los ácidos nucleicos, a los que llamó nucleína.
- Renouvier: "La ciencia de la moral".
- Thomas Adams inventa el chicle.

## Nacimientos

### Enero
- 22 de enero: Grigori Rasputín, místico y cortesano ruso (f. 1916).

### Febrero
- 2 de febrero: José Antonio Domínguez, abogado y escritor de poesía hondureño (f. 1903).
- 10 de febrero: Ricardo Lleras Codazzi, científico colombiano (f. 1941).
- 14 de febrero: Charles Thomson Rees Wilson, físico británico, premio Nobel de Física en 1927 (f. 1959).

### Marzo
- 12 de marzo: George William Forbes, primer ministro de Nueva Zelanda (f. 1947).
- 14 de marzo: Algernon Blackwood, escritor británico de cuentos fantásticos (f. 1951).
- 15 de marzo: 
  - Stanisław Wojciechowski, presidente de Polonia (f. 1953).
  - Teodoro Llorente Falcó, periodista y escritor español (f. 1949).
- 18 de marzo: Neville Chamberlain, primer ministro del Reino Unido (f. 1940).
- 22 de marzo: Emilio Aguinaldo, presidente de las Filipinas (f. 1964).

### Abril
- 5 de abril: Albert Roussel, músico francés (f. 1937).
- 9 de abril: Élie Cartan, matemático francés (f. 1951).
- 11 de abril: Felipe Moreno Sigüenza-Soldevilla, militar español (f. 1961).
- 15 de abril: Concha Espina, escritora española ganadora del Premio Nacional de Literatura en 1927.

### Mayo
- 17 de mayo: Antonio Paredes, militar y político venezolano (f. 1907).

### Junio
- 6 de junio: José Juan Dómine, presidente fundador de la compañía naviera española Trasmediterránea y médico (f. 1931).
- 23 de junio: Luis Alfredo Martínez, escritor, pintor y político ecuatoriano (f. 1909).
- 27 de junio: Hans Spemann, embriólogo alemán, Premio Nobel de Medicina en 1935 (f. 1941).

### Julio
- 29 de julio: Booth Tarkington, novelista y dramaturgo estadounidense (f. 1946).

### Agosto
- 22 de agosto: Augusto Tasso Fragoso, presidente de Brasil (f. 1945).
- 31 de agosto: Juan Torrendell, escritor español.

### Septiembre
- 3 de septiembre: Fritz Pregl, químico austríaco, Premio Nobel de Química en 1923 (f. 1930).
- 11 de septiembre: Caterina Albert i Paradís escritora española cuyo seudónimo fue Victor Catalá.
- 17 de septiembre: Christian Lange, historiador y pacifista noruego, Premio Nobel de la Paz en 1921 (f. 1938)

### Octubre
- 2 de octubre: Mohandas Gandhi, pacifista indio (f. 1948).
- 15 de octubre: Francisco Largo Caballero, político y dirigente socialista español (f. 1946).
- 26 de octubre: Washington Luís Pereira de Sousa, presidente de Brasil (f. 1958).

### Noviembre
- 11 de noviembre: Víctor Manuel III, Rey de Italia (f. 1947).
- 22 de noviembre: André Gide, escritor francés, Premio Nobel de Literatura en 1947 (f. 1951).
- 30 de noviembre: Nils Gustaf Dalén, físico e ingeniero sueco, premio Nobel de Física en 1912 (f. 1937).

### Diciembre
- 9 de diciembre: José Domingo Dávila Pumarejo, industrial colombiano (f. 1939).
- 10 de diciembre: Gertrude Breslau Hunt,  autora y conferencista socialista estadounidense. (f. 1952).
- 31 de diciembre: Henri Matisse, pintor francés (f. 1954).

## Fallecimientos
- 8 de marzo: Hector Berlioz, compositor francés (n. 1803).
- 31 de marzo: Allan Kardec, espiritista francés (n. 1804).
- 1 de abril: Alexander Dreyschock, pianista y compositor romántico checo (n. 1818).
- 23 de abril: José María Plá, presidente interino de Uruguay (n. 1794).
- 20 de junio: Hijikata Toshizō, Samurái integrante del shinsengumi
- 13 de agosto: Giuseppe Persiani, compositor italiano (n. 1799).
- 21 de agosto: Casto Méndez Núnez, marinero, militar español, (n. 1824).
- 12 de octubre: Julián Sanz del Río, filósofo, jurista y pedagogo español (n. 1814).
- 23 de noviembre: Domingo Dulce y Garay, militar español (n. 1808).
- 27 de noviembre:José Hilario López, militar colombiano

### Fechas indeterminadas
- Giovanni Battista Bugatti, verdugo italiano (n. 1779).
- Pablo Irrazábal, militar, criminal y torturador argentino de origen uruguayo (n. 1819), de larga carrera en las guerras civiles de Argentina; es particularmente conocido por haber asesinado al general Chacho Peñaloza (1798‑1863).